# Aspidoglossum gracile
Aspidoglossum gracile är en oleanderväxtart som först beskrevs av Ernst Meyer, och fick sitt nu gällande namn av Frances Kristina Kupicha. Aspidoglossum gracile ingår i släktet Aspidoglossum och familjen oleanderväxter. Inga underarter finns listade i Catalogue of Life.